# Управление за сигурност и контраразузнаване
Управлението за сигурност и контраразузнаване (на македонска литературна норма: Управа за безбедност и контраразузнавање), често известно с акронима УБК, е бившата служба за вътрешна сигурност и контраразузнаване на Република Македония, функционирала през периода 1995 – 2019 г.
Подчинена е на правителството и в частност на Министерството на вътрешните работи на Северна Македония. Последен директор на УБК от юни 2017 до август 2019 е Горан Николовски.

## История
Управлението за сигурност и контраразузнаване е наследник и продължител на югославските македонски поделения на ОЗНА и УДБА. През 1995 г. от Службата за държавна сигурност на РМ (СДБ) се отделя малка външна Агенция за разузнаване, а основната част от СДБ се преобразува в Дирекция за сигурност и контраразузнаване (ДБК). През 2000 г. ДБК приема настоящето си название „Управление за сигурност и контраразузнаване“.
През 2019 г. по настояване на ЕС правителството на Зоран Заев извършва реформи в сектора. УБК е закрита, а нейните функции са поети от новосъздадената Агенция за национална сигурност.

## Директори
| # | Име                  | Име                  | Начало на мандата | Край на мандата | Партия                     |
| --- | -------------------- | -------------------- | ----------------- | --------------- | -------------------------- |
| За периода преди 1991 година вижте: Управление за държавна сигурност Служба за държавна сигурност (На македонска книжовна норма: Служба за Државна Безбедност) |                      |                      |                   |                 |                            |
| 1 | Слободан Богоевски   | Слободан Богоевски   | 1991              | 1995            | СДСМ                       |
| Дирекция на сигурност и контраразузнаване (На македонска книжовна норма: Дирекција за Безбедност и Контраразузнавање)                                          |                      |                      |                   |                 |                            |
| 2 | Добри Величковски    | Добри Величковски    | 1995              | 1998            | СДСМ                       |
| 3 | Зоран Верушевски     | Зоран Верушевски     | 1998              | 1998            | безпартиен                 |
| 4 | Боян Бояновски       | Бојан Бојановски     | 1998              | 2001            | Демократическа алтернатива |
| 5 | Горан Митевски       | Горан Митевски       | 2001              | 2002            | ВМРО-ДПМНЕ                 |
| 6 | Никола Спасовски     | Никола Спасовски     | 2002              | 2003            | ВМРО-ДПМНЕ                 |
| 7 | Силян Аврамовски     | Силјан Аврамовски    | 2003              | 2004            | СДСМ                       |
| Управление за сигурност и контраразузнаване (На македонска книжовна норма: Управа за Безбедност и Контраразузнавање)                                           |                      |                      |                   |                 |                            |
| 8 | Миле Зечевич         | Миле Зечевиќ         | 2004              | 2006            | СДСМ                       |
| 9 | Сашо Миялков         | Сашо Мијалков        | 2006              | 2015            | ВМРО-ДПМНЕ                 |
| 10 | Любчо Андоновски     | Љупчо Андоновски     | 2015              | 2016            | ВМРО-ДПМНЕ                 |
| 11 | Владимир Атанасовски | Владимир Атанасовски | 2016              | 2017            | ВМРО-ДПМНЕ                 |
| 12 | Горан Николовски     | Горан Николовски     | 2017              | 2019            | последен                   |